# 黑岩義勝
黒岩 義勝（1886年2月13日—1947年8月1日）為日本陸軍軍人。最終階級為陸軍中將。

## 生平
1886年（明治19年）2月、高知縣香美郡山北村（現・香南市）出生。1904年（明治37年）第一中學校畢業。1905年（明治38年）11月、陸軍士官學校（第18期）畢業。翌年6月、任官步兵少尉。
擔任過步兵第78連隊（龍山）付。1932年（昭和7年）12月、升進步兵大佐，就任福島連隊區司令官。1934年（昭和9年）1月、擔任步兵第27連隊長（旭川）。任過陸軍士官預科學校生徒隊長。1937年（昭和12年）8月、進級陸軍少將，就任步兵第22旅團長，前往滿洲赴任。1939年（昭和14年）10月、進升陸軍中將、就任位於哈爾濱新設的第24師團長。
1941年（昭和16年）3月、任參謀本部付。同年4月、待命後編入預備役。1945年（昭和20年）3月、受召集就任為高知地區司令官，接著迎接終戰。1947年（昭和22年）8月1日逝世。